# Пич, Карл Франц
Карл Франц Пич, Карел Франтишек Пич (нем. Carl Franz Pitsch, чеш. Karel František Pič; 5 февраля 1786, Батцдорф, ныне Бартошовице-в-Орлицких-горах, Краловеградецкий край — 12 июня 1858, Прага) — чешский органист и композитор.
Получил первые уроки музыки у своего отца. Окончив гимназию в Йиндржихуве-Градце, изучал фортепиано, орган и контрапункт у органиста Иоганна Франца Отто в Кладско. Затем окончил философский факультет Карлова университета. В 1815—1826 гг. работал учителем музыки в богатых домах Чехии. В 1826 г. обосновался в Праге, с 1832 г. органист пражской церкви Святого Николая. В 1840 г. возглавил Пражскую органную школу, которой руководил до конца жизни; учениками Пича были, в частности, Антонин Дворжак, Карел Бендль, В. А. Реми, Франтишек Скугерский.
Карл Франц Пич был избран почётным членом нескольких музыкальных организаций, в том числе зальцбургского Моцартеума (1845).
Автор Реквиема, нескольких месс и другой церковной хоровой и органной музыки.
Карл Франц Пич скончался 12 июня 1858 года в чешской столице.